# Mókuskerék

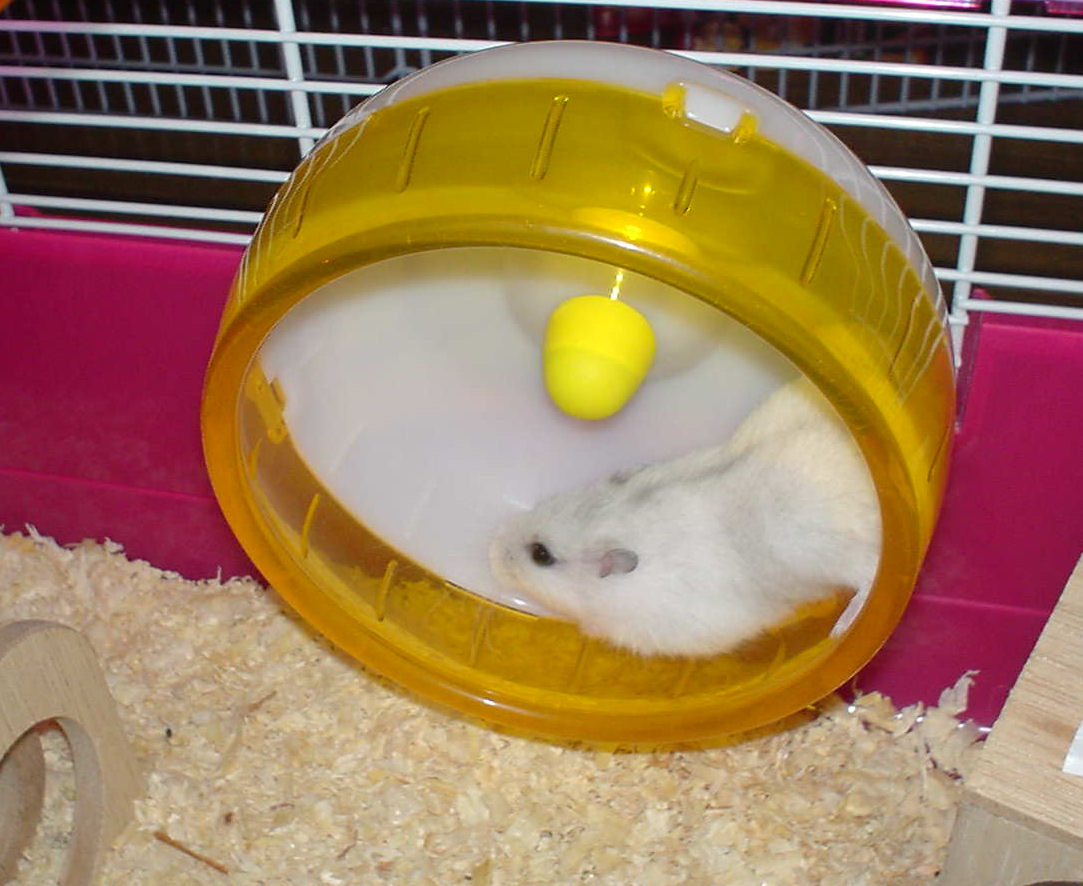
Hörcsög a kerékben

A mókuskereket terráriumokban használják, hörcsögök, egerek, mókusok és más rágcsálók futtatására.
Általában egy állványon forgó tengelyre erősített küllőzött kalitkából állnak. Ebben az állat kedvére futhat, ha kicsinek találja a helyét. A mókuskereket általában acélból, fából vagy műanyagból készítik.
A műanyag általában biztonságosabb, mert nem sérti meg az állat lábát; az acél viszont jóval tartósabb, és a műanyagot néhány rágcsáló elrághatja. A drótozott kerekek is veszélyesek lehetnek, mert bekaphatják az állat lábát; műanyagnál ez nem fordul elő.
Hasonló játék a mókus-gömb vagy hörcsög-labda ami egy olyan műanyag labda, amibe ideiglenesen be lehet zárni az állatot. A gömbben levő állat szabadon gurigázhat a padlón de nem tud elszökni. Ezzel vigyázni kell, ne kerüljön lépcső közelébe, és nem szabad hosszú ideig benne tartani az állatot, mert kiszáradhat.

## Egyéb mókuskerekek
- A mókuskerék (taposómalom) a céltalan erőfeszítések jelképes tárgya.
- Építettek már olyan mókuskerekeket is, amelyben elfér egy ember, ezeket tornaszerként alkalmazzák.

## Mókuskerék-humor
- A mókuskereket többen javasolták már áramfejlesztési lehetőségként, de a gyakorlatban nem vált be.

- Néha azt mondják, valójában mókuskerekek adják bizonyos számítógép hálózatok erejét, különösen a lassúakét és megbízhatatlanokét. Hasonló viccek autókkal kapcsolatban is születnek.

- A Day of the Tentacle számítógépes játékban egy „hörcsöggenerátort” (egy áramfejlesztésre használt mókuskereket) kell használni az egyik rejtvény megoldásához.